# Lionel-Groulx (metrostation)

De verschillende rijrichtingen langs de perrons

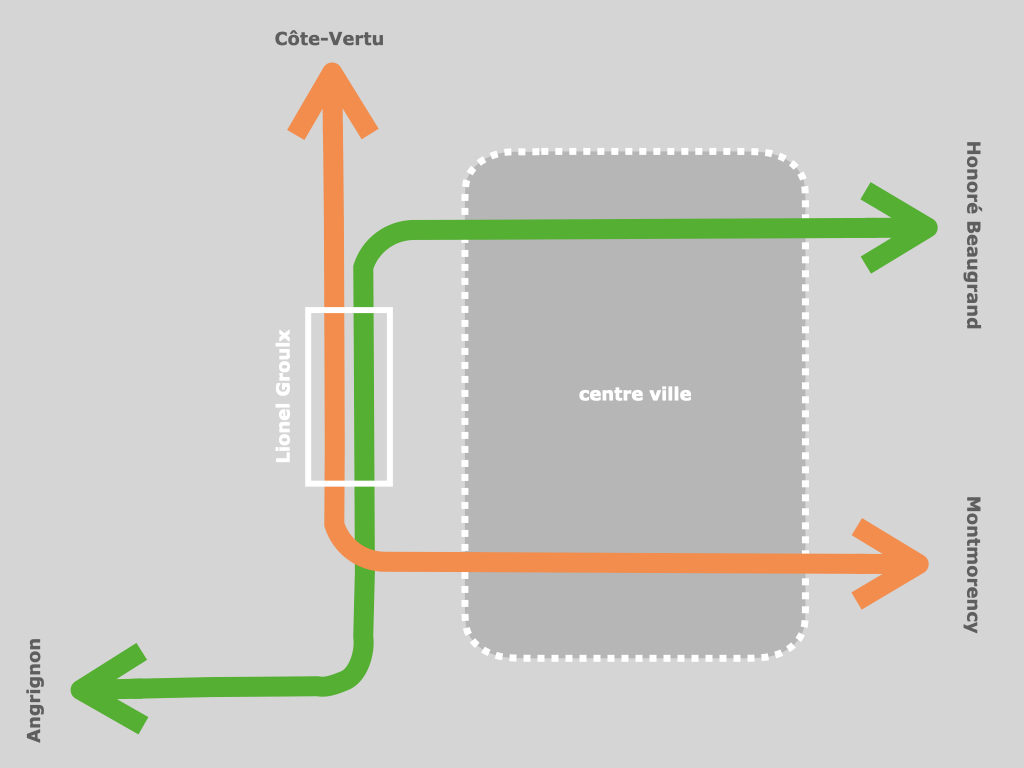
Ligging van het station Lionel-Groulx ten overstaan van het stadscentrum van Montréal.

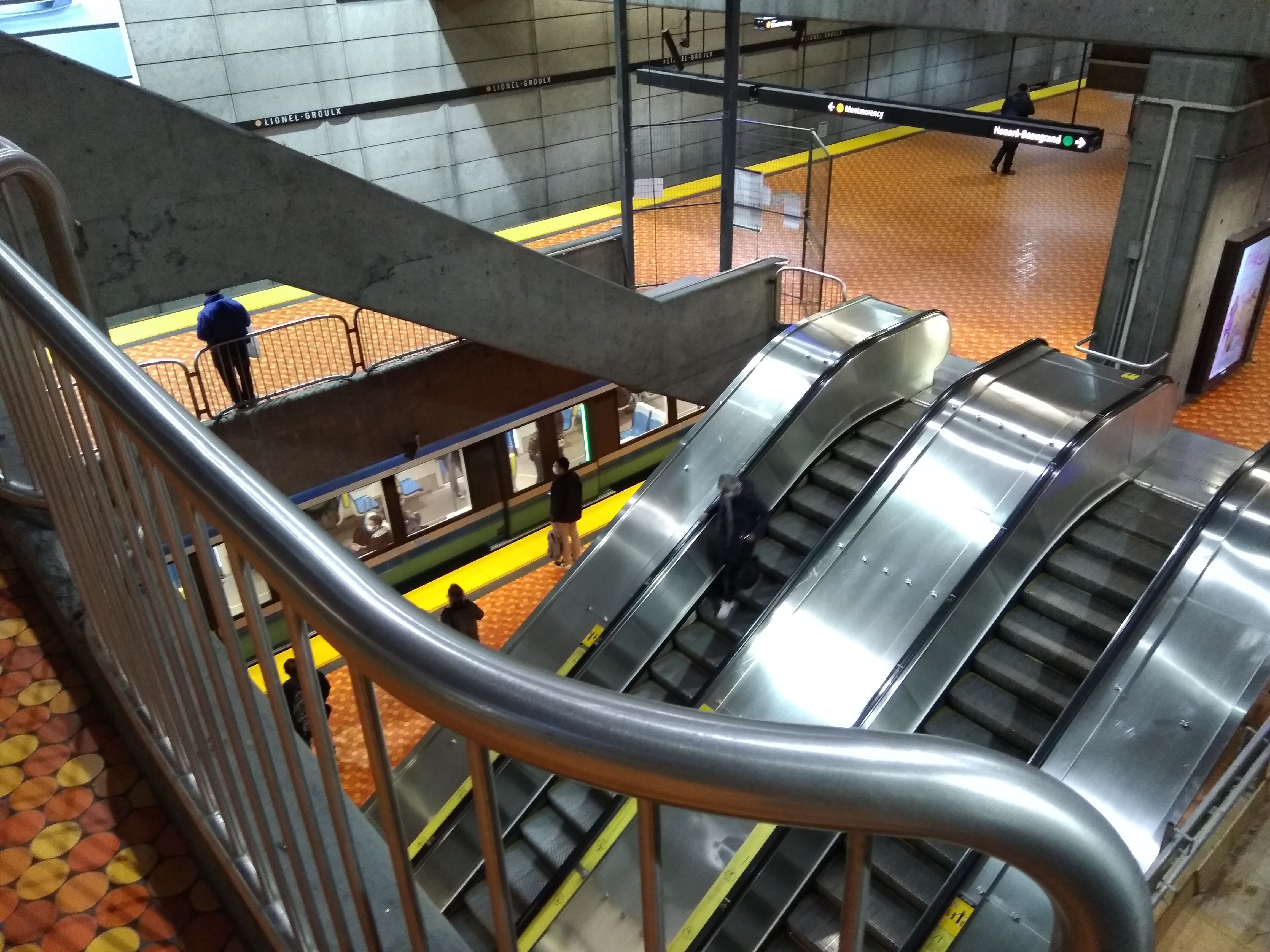
Wie goed kijkt bemerkt zowel het perron onderaan (met treinstel) als het perron bovenaan.

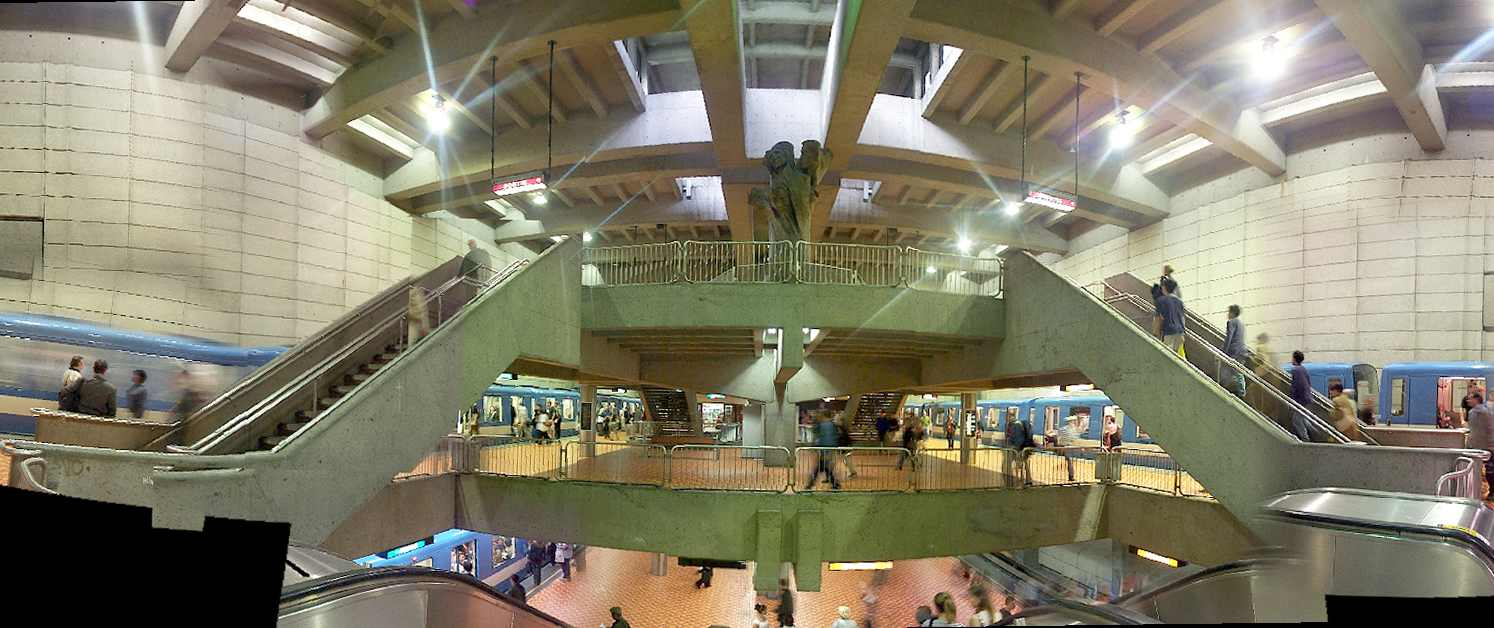
Deze panoramische foto over ongeveer 180° geeft een weliswaar vertekend, maar verhelderend beeld van het station Lionel-Groulx, omdat de verschillende niveaus en de trappen die hen verbinden goed zichtbaar zijn.

Lionel-Groulx is een metrostation in het arrondissement Le Sud-Ouest van de Canadese stad Montréal in de provincie Québec. Het station wordt bediend door de groene lijn en de oranje lijn van de metro van Montréal. Het werd geopend op 3 september 1978 voor de groene lijn, en op 28 april 1980 voor de oranje lijn. Als bijzonderheid kent het station twee boven elkaar gelegen, brede perrons en een zodanige vervlechting van de sporen dat de reizigers uit het centrum op het onderste perron kunnen wisselen van lijn, terwijl reizigers naar het centrum op het bovenste perron kunnen kiezen tussen de twee lijnen door het centrum. Ook de overstapbewegingen van periferie naar periferie worden vergemakkelijkt, omdat enkel een trap moet worden afgedaald. Er zijn dus weinig reizigers die een trap moeten bestijgen. Op bouwtechnisch vlak zorgen de boven elkaar gelegde sporen voor een belangrijke ruimtewinst. 
In 2019 werd het station door 5.154.838 vertrekkende reizigers gebruikt, een aantal waarin de uitstappende en overstappende reizigers niet worden meegerekend. 
De naam van het station verwijst naar de Avenue Lionel-Groulx, die op haar beurt naar kanunnik Lionel Groulx (1878-1967) is genoemd.
Het station is ontworpen door architect Yves Roy (1936), naar een concept van de Franse ingenieur Jacques Gaston, die samen met zijn collega Georges Derou van de Régie Autonome des Transports Parisiens, RATP, het ontwerp- en bouwproces van de metro van Montréal begeleidde. Het bevat ook drie kunstwerken: twee wandsculpturen in roestvrij staal, ontworpen door de architect, en het werk L'Arbre de Vie van de Italiaanse kunstenaar Joseph Rifesser. Dat laatste is een geschenk van de Verenigde Naties aan de stad Montréal, dat oorspronkelijk aan de ingang van de Wereldtentoonstelling Terre des Hommes van 1967 heeft gestaan, en de gemeenschappelijke wortels van alle mensen (of van de vijf "mensenrassen" van de vijf continenten) verbeeldt. De architect koos voor heldere kleuren en voor grote openingen in de vloeren van het bovenste perron en van de mezzanine om de beperkte hoogte van het onderste perron te corrigeren.